# Gare de Sézanne
Gare de Sézanne vasútállomás Franciaországban, Sézanne településen.

## Vasútvonalak
Az állomást az alábbi vasútvonalak érintik:
- Oiry-Mareuil-Romilly-sur-Seine-vasútvonal
- Gretz-Armainvilliers-Sézanne-vasútvonal

## Kapcsolódó állomások
A vasútállomáshoz az alábbi állomások vannak a legközelebb: